# Blighiopsis pseudostipularis
Blighiopsis pseudostipularis là một loài thực vật có hoa trong họ Bồ hòn. Loài này được Van der Veken mô tả khoa học đầu tiên năm 1960.